# Líneas por pulgada
El término líneas por pulgada, también conocido por la sigla LPI del inglés lines per inch, se utiliza para referirse a la medida de la resolución de imagen de una impresión, un sistema de lentes o de imágenes en pantalla como una película. Un valor más alto de líneas por pulgada indica mayor nitidez de la imagen y, por tanto, mayor resolución de la misma.